# Shari Lewis

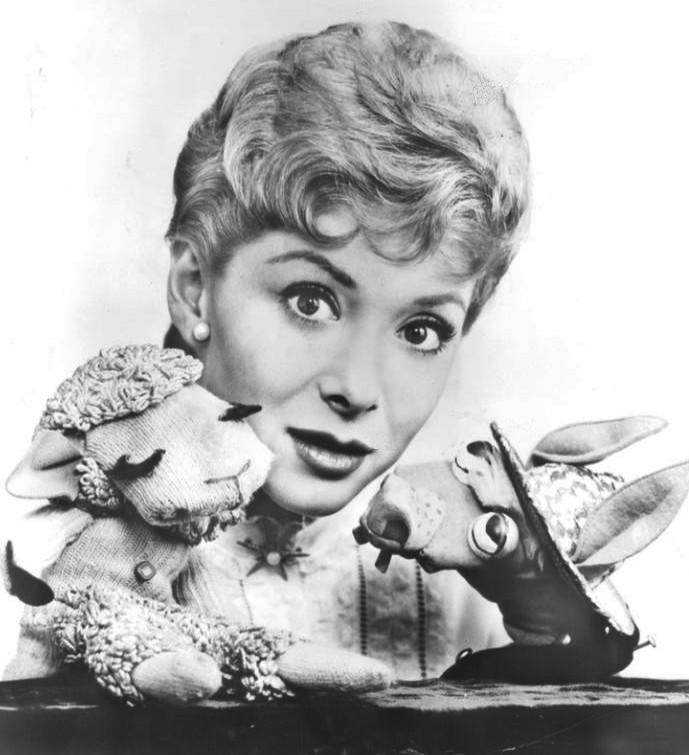
Shari Lewis with con i pupazzi Lamb Chop e Charlie Horse nel 1960

Shari Lewis (nata Sonia Phyllis Hurwitz; New York, 17 gennaio 1934 – Los Angeles, 2 agosto 1998) è stata un personaggio televisivo, doppiatrice e ventriloqua statunitense.

## Filmografia parziale

### Programmi televisivi
- Shariland (1956–1958)
- Hi Mom (1957–1959)
- The Merv Griffin Show – 2 episodes (1962 and 1967)
- The Shari Lewis Show (1960–1963)
- Car 54 Where Are You – Puncher & Judy (4/7/63)
- The Danny Kaye Show – 2 episodes (1964)
- The Dean Martin Show – 2 episodes (1965–1966)
- The Shari Lewis Show (BBC) (1969–1976)
- Star Trek: The Original Series – autrice, The Lights of Zetar (1969)
- Shari's Show – TV Mini-Series (1970)
- Dinah! – 2 episodes (1975–1976)
- Lamb Chop's Play-Along (1992–1995)
- Biography – Shari Lewis and Lamb Chop (1994)
- Where in the World Is Carmen Sandiego? –  The Hot Ice Heist (1994)
- La Tata (The Nanny) – Lamb Chop's On the Menu (1995)
- Sesame Street – Herself (1996)
- The Charlie Horse Music Pizza (1998–1999)

### Speciali
- Macy's Thanksgiving Day Parade – 1975
- Macy's Thanksgiving Day Parade – 1976
- Shari Lewis Magic Show – 1979
- Shari's Christmas Concert – 1981
- 101 Things For Kids To Do – 1987
- Lamb Chop's Sing-Along, Play-Along – 1988
- Don't Wake Your Mom! – 1989
- Lamb Chop in the Land of No Manners – 1989
- Macy's Thanksgiving Day Parade – 1992
- Macy's Thanksgiving Day Parade – 1993
- Lamb Chop in the Land of No Numbers – 1993
- Lamb Chop in the Haunted Studio – 1994
- Macy's Thanksgiving Day Parade –1994
- The 21st Annual Daytime Emmy Awards – 1994
- Lamb Chop's Special Chanukah – 1995
- Macy's Thanksgiving Day Parade – 1995
- Shari's Passover Surprise – 1996
- Kids for Character – 1996
- Macy's Thanksgiving Day Parade – 1996
- Macy's Thanksgiving Day Parade – 1997

## Riconoscimenti
- Hollywood Walk of Fame[1]
  - 1976: "Star on the Walk of Fame (Television)"
- Primetime Emmy Awards
  - 1973: "Outstanding Achievement in Children's Programming - Informational/Factual"
- Daytime Emmy Awards
  - 1992: "Outstanding Performer in a Children's Series"
  - 1993: "Outstanding Writing in a Children's Series", "Outstanding Performer in a Children's Series"
  - 1994: "Outstanding Performer in a Children's Series"
  - 1995: "Outstanding Performer in a Children's Series"
  - 1996: "Outstanding Performer in a Children's Series"
  - 2000: "Outstanding Performer in a Children's Series"
- Peabody Awards
  - 1960: "Peabody Award"
- Women in Film Lucy Awards
  - 1998: "Lucy Award"